# Hořepník
Hořepník település Csehországban, a Pelhřimovi járásban. Hořepník Útěchovice, Buřenice, Samšín, Arneštovice, Červená Řečice, Rovná, Bořetice és Lesná településekkel határos. Lakosainak száma 644 fő (2024. január 1.).

## Népesség
A település lakosságának változását az alábbi diagram mutatja:
| Lakosok száma | 1551 | 1619 | 1389 | 906  | 701  | 631  | 627  | 626  | 635  | 644  |
|               | 1869 | 1890 | 1921 | 1950 | 1980 | 2001 | 2017 | 2019 | 2022 | 2024 |